# یوزف گوبلز
پاول یوزف گوبلز (به آلمانی: Paul Joseph Goebbels) (۲۹ اکتبر ۱۸۹۷–۱ مه ۱۹۴۵) سیاست‌مدار ناسیونال سوسیالیست آلمانی بود که از ۱۹۳۳ تا ۱۹۴۵ وزارت اطلاع‌رسانی رایش سوم را بر عهده داشت و آخرین صدراعظم این حاکمیت پس از مرگ آدولف هیتلر به حساب می‌آمد.

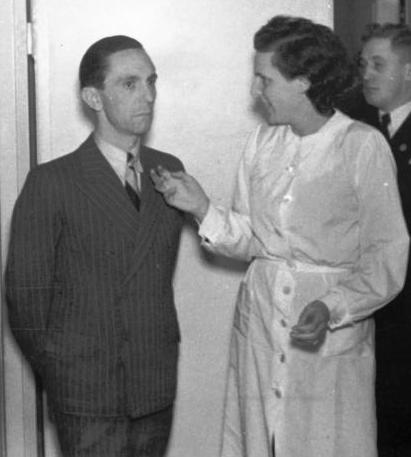
یوزف گوبلز به همراه لنی ریفنشتال در ۱۹۳۷

گوبلز پیش از ورود به حکومت آلمان به روزنامه‌نگاری، کار در بانک و کارگزاری بازار بورس اشتغال داشت. او در سال ۱۹۲۴ وارد حزب نازی شد و به ریاست حزب در ایالت برلین رسید.
گوبلز توانست در عرض کوتاه‌ترین مدت تمام رسانه‌های آن روز را یکپارچه کند و تحت کنترل خود درآورد. او به زودی قدرت فیلم را به عنوان یک رسانهٔ مناسب برای تبلیغات سیاسی شناخت و از آن نهایت استفاده را برای تأثیر در افکار عمومی کرد.

## زندگی

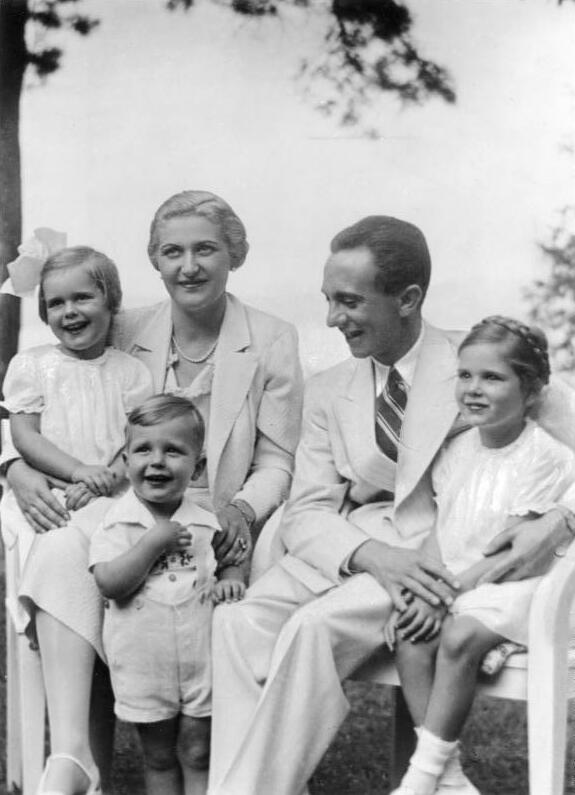
ماگدا و یوزف گوبلس به همراه فرزندان‌شان

یوزف گوبلس روز ۲۹ اکتبر سال ۱۸۹۷ در رایت در ۲۵ کیلومتری غرب دوسلدورف به دنیا آمد. پدرش فریدریش کارمند یک شرکت بود. دو برادر بزرگ‌تر و دو خواهر کوچک‌تر داشت. گوبلس دچار گونه‌ای فلج اطفال در پای راست خود بود و هنگام راه رفتن می‌لنگید. عمل جراحی در سال ۱۹۰۷ برای رفع این نقیصه نتیجه‌ای نداشت. گوبلس بعدها در این باره نوشت: «زندگی پس از آن [عمل جراحی] بدون لذت بود. دیگر نمی‌توانستم به بازی دیگران بپیوندم. به یک گرگ تنها بدل شدم.» از همان کودکی به کتاب‌خوانی علاقه داشت و ظرفیت بالایی در هنر و تحصیل نشان می‌داد. با وجود محدودیت‌های فراوان مالی، والدینش اندوخته خود را صرف خرید یک پیانو برای او کردند. از همان سال‌ها شروع به نوشتن نمود. قدیمی‌ترین اشعار باقی‌مانده از او مربوط به سال ۱۹۱۲، زمانی که تنها پانزده سال داشت، دربارهٔ مرگ یکی از دوستانش است. پس از آغاز جنگ جهانی اول، بر خلاف دو برادرش، به علت ناتوانی جسمی برای خدمت مورد پذیرش قرار نگرفت. در جامعه‌ای با سنت عمیق نظامی‌گری، گفته می‌شود گوبلس این مسئله را «تحقیر» خود می‌دید و برای چند روز خود را در اتاقش زندانی کرد. مرگ خواهرش در اثر بیماری سل در سال ۱۹۱۵ فشارها بر روی او را افزایش داد. با این حال که از تجربه میدان‌های نبرد بی‌بهر بود، با پرورش روحیه‌ای شدیداً ملی‌گرا در او، گوبلس این جنگ را برای آلمان کاملاً مشروع و یک مبارزه دفاعی برای بقا می‌پنداشت.
گوبلس تحصیلات خود را در زمینه‌های ادبیات و فلسفه در دانشگاه‌های بن، هایدلبرگ و فرایبورگ انجام داد و پایان‌نامه دکترای خود را پیرامون ویلهلم فن شوتز، نویسنده رمانتیک سده نوزدهم میلادی نوشت. گوبلس عنوان رساله دکتری خود را با هدایت گوندولف، زمینه‌ای به تاریخ درام دراماتیک برگزید که بعدها در زمان وزارت آن را به زیربنای روحی و سیاسی رمانتیک گذشته تغییر داد. سال ۱۹۲۲ به حزب ناسیونال سوسیالیست کارگران آلمان پیوست. سال ۱۹۳۳ به مقام وزارت پروپاگاندا در رایش سوم رسید و این سمت را تا هنگام مرگ در سال ۱۹۴۵ در اختیار داشت. هنگام وزارت تمام شاخه‌های رسانه‌های عمومی و هنر را در اختیار داشت و تمام سعی خود را برای جمع کردن مردم پشت آدولف هیتلر و دولت او به کار بست. هنگام جنگ جهانی دوم، وقتی که تبلیغات برای آلمان از اهمیتی دو چندان برخوردار بود، کار گوبلس نیز چند برابر شد.

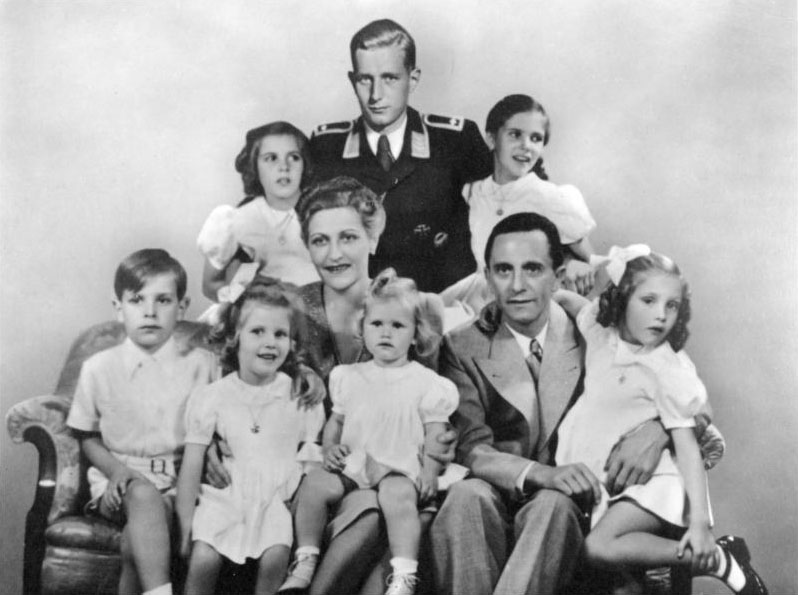
خانوادهٔ گوبلس. در این عکس دستکاری شده پسرخواندهٔ گوبلس هارالد کوآنت (که به خاطر خدمت در نظام غایب بود) به بقیه اعضای خانواده افزوده شده‌است.

اوج فعالیت‌های ضدیهودی او در سازماندهی «شب بلورین» در شب دهم نوامبر بود. از سال ۱۹۴۰ به بعد گوبلس مدیر مجلهٔ هفتگی «Das Reich» بود که در سرمقالهٔ آن همواره دربارهٔ «پیروزی نهایی» در آیندهٔ نزدیک می‌نوشت و از اختراع سلاح‌های معجزه‌آمیز خیالی خبر می‌داد. بعد از شکست آلمانی‌ها در استالینگراد، سخنرانی در برلین ایراد کرد که در آن این جملهٔ مشهور خود را فریاد می‌زد: «آیا جنگ تمام عیار می‌خواهید؟» Wollt) ihr den totalen Krieg) او وقتی شکست آلمان در جنگ قطعی شده بود، به هیتلر وفادار ماند و نهایتاً پس از ورود ارتش سرخ به برلین در ۱ مه ۱۹۴۵ خودکشی کرد. وی به هنگام مرگ ۴۷ سال داشت.